# Bob Bass
Robert E. Bass, (Tulsa, Oklahoma; 28 de enero de 1929-San Antonio, Texas; 17 de agosto de 2018) fue un entrenador y directivo de baloncesto estadounidense. Ejerció en la ABA y en la NBA.
Su carrera como entrenador comenzó en Denver Rockets (ahora Denver Nuggets) de la ABA en 1967, dirigiéndoles durante dos años. Más tarde lo hizo con The Floridians, a quienes entrenó dos temporadas antes de que el equipo desapareciera en 1972. La siguiente campaña fue técnico de Memphis Tams, en la temporada 1974-75, Bass firmó por San Antonio Spurs de la ABA, entrenándoles dos temporadas hasta que el equipo se mudó a la NBA en 1976. Entonces se convirtió en el general mánager de la franquicia, cogiendo el cargo de entrenador interino en 1980, 1984 y 1992. Tras finalizar la temporada 1989-90, Bass ganó el premio al mejor ejecutivo del año. En 1995 ocuparía el mismo cargo pero esta vez en Charlotte Hornets, ganando de nuevo el premio en 1997. En 2004, Bass oficializó su retirada.

## Trayectoria
- Oklahoma Baptist (1952-1967)
- Denver Rockets (1967-1969)
- Instituto Tecnológico de Texas (1969-1971)
- Denver Rockets (1971-1972)
- Memphis Tams (1972-1973)
- San Antonio Spurs (1974-1976)
- San Antonio Spurs (1980)
- San Antonio Spurs (1983-1984)
- San Antonio Spurs (1992)